# Lübeck-Travemünde F 4
Die Lübeck-Travemünde F 4 (LT F 4) war ein Aufklärungsflugzeug des Ersten Weltkrieges, das von der Flugzeugwerft Lübeck-Travemünde GmbH, eines 1914 zum Bau von Seeflugzeugen gegründeten Zweigbetriebes der Deutschen Flugzeug-Werke Leipzig, entwickelt und gebaut wurde.

## Entwicklung
Die Konstruktion für ein bewaffnetes, zweisitziges und mit einem FT-Gerät ausgestattetes Flugzeug (Kategorie CHFT) erfolgte nach einem Auftrag des Reichsmarineamtes vom 6. Oktober 1917. Sie wurde als dreistieliger, verspannter Doppeldecker ausgeführt. Es wurden drei Exemplare hergestellt, denen die Marinenummern 1971–1973 zugewiesen wurden. Der Prototyp (Nr. 1971) wurde dem für die Erprobung zuständigen Seeflugzeug-Versuchskommando (SVK) in Warnemünde am 31. Dezember 1917 übergeben. Die im Januar des folgenden Jahres durchgeführten Testflüge ergaben eine gute Tragfähigkeit, weshalb auch eine Eignung als leichtes Bombenflugzeug in Betracht gezogen wurde. Nach der erfolgreichen Abnahme am 1. Februar und dem Bau eines vierten Flugzeuges (Marinenummer 2135) wurde ein Serienauftrag über 30 F 4 erteilt, die den Nummernblock 7001–7030 erhielten. Mit insgesamt 34 produzierten Exemplaren war die F 4 der erfolgreichste Typ der Lübecker Flugzeugwerft.

## Technische Daten
| Kenngröße                       | Daten |
| ------------------------------- | --- |
| Besatzung                       | 2 |
| Spannweite                      | 16,70 m (oben und unten) |
| Länge                           | 11,30 m |
| Höhe                            | 4,00 m |
| Flügelfläche                    | 67,64 m² |
| Flügelstreckung                 | 4,12 |
| Flächenbelastung                | 29,24 kg/m² |
| Leistungsbelastung              | 8,72 kg/PS |
| Rüstmasse                       | 1366 kg |
| Zuladung                        | 632 kg |
| Startmasse                      | 1998 kg |
| Antrieb                         | ein wassergekühlter Sechszylinder-Reihenmotor mit starrer Zweiblatt-Holzluftschraube (⌀ 3,00 m)                                                     |
| Typ                             | Mercedes D IV |
| effektive Leistung Nennleistung | 230 PS (169 kW) in Bodennähe 200 PS (147 kW) bei 1400/min                                                                                           |
| Kraftstoffvorrat                | 400 l (288 kg) |
| Höchstgeschwindigkeit           | 138 km/h in Bodennähe |
| Startgeschwindigkeit            | 68 km/h |
| Steigzeit                       | 7,3 min auf 800 m Höhe 9,3 min auf 1000 m Höhe 15,0 min auf 1500 m Höhe 21,7 min auf 2000 m Höhe 27,30 min auf 2700 m Höhe 45,2 min auf 3000 m Höhe |
| Startlauf                       | 15 s bei 4–5 m/s Wind |
| Flugzeit                        | 5,20 h |
| Bewaffnung                      | ein bewegliches 7,92-mm-MG Parabellum |